# Essert (Territori de Belfort)
Essert és un municipi francès, es troba al departament del Territori de Belfort i a la regió de Borgonya - Franc Comtat. L'any 2007 tenia 3325 habitants.

## Demografia
| 1803 | 1901 | 1962 | 1999 | 2007 |
| ---- | ---- | ---- | ---- | ---- |
| 488  | 873  | 1502 | 2742 | 3325 |